# Премія Дарвіна
Премія Дарвіна (англ. Darwin Awards) — віртуальна щорічна премія, названа на честь одного з авторів теорії еволюції Чарльза Дарвіна. Премію присуджують особам, котрі найбезглуздішим чином загинули або втратили здатність мати дітей і, таким чином, позбулися можливості зробити свій внесок у генофонд людства, що допомагає врятувати його від виродження. Обов'язковою умовою отримання премії є повна відсутність прямих нащадків (однак із правила є винятки).
Нагороду можуть вручити за «вилучення неповноцінних генів із генофонду людства» і в низці випадків можуть присуджувати живим людям, що втратили репродуктивну здатність, у результаті безглуздого нещасного випадку, що виник через їхню власну дурість.
Нагороджують тих, хто знищив себе найбільш незвичним і безглуздим чином. Цю нагороду майже завжди присуджують посмертно й переважно до появи нащадків.
Загалом вітають усіх, хто зумів знайти оригінально ідіотські способи для самознищення, допомагаючи цим самим усунути небажані слабкості генофонду. Цілеспрямованість і самопожертва кандидатів викликає повагу.
Претендент на Премію Чарльза Дарвіна повинен відповідати таким вимогам:
- Відсутність нащадків.
- Достовірність.
- Оригінальність.
- Розуміння небезпечності
- Самостійність.